# 甫嶺站
甫嶺站（日语：／ Horei eki */?）是位於岩手縣大船渡市三陸町越喜来字甫嶺，三陸鐵道的谷灣線車站。
車站愛稱為「金之雫」。車站西邊設有杜鵑花得著名的今出山。該處曾經以金礦而知名。在富士電視台系列月九劇集《監察醫 朝顏》中，於此站取景，並名為仙之浦站。

## 歷史
- 1973年（昭和48年）7月1日：日本國有鐵道盛線車站啟用[1]。
- 1984年（昭和59年）4月1日：車站由三陸鐵道接管。成為南谷灣線車站[1]。
- 1994年（平成6年）2月22日：前往釜石方向的2卡編成列車於進站前被突如其來的強風吹倒出軌翻側[2]。
- 2011年（平成23年）3月11日：發生東北地方太平洋近海地震（東日本大震災），使南谷灣線全線暫停營業。車站靠近盛一方的路軌被海嘯衝毀路堤。
- 2013年（平成25年）4月3日：南谷灣線盛至吉濱之間重開，此站重開[3]。
- 2019年（平成31年）3月23日：東日本旅客鐵道釜石至宮古之間由三陸鐵道接管，此站成為谷灣線車站[4]。

## 車站構造
此站是地面車站，設有1面1線的單式月台。此站是無人站，設有候車室和廁所。

## 使用狀況
| 乘車人次變化 | 乘車人次變化 |
| 年度         | 1日平均人數  |
| ------------ | ------------ |
| 2002         | 21           |
| 2003         | 16           |
| 2004         | 17           |
| 2005         | 14           |
| 2006         | 14           |
| 2007         | 13           |
| 2008         | 13           |
| 2009         | 14           |
| 2010         | 12           |
| 2011         | 暫停營業     |
| 2012         | 暫停營業     |
| 2013         | 7            |
| 2014         | 4            |
| 2015         | 8            |
| 2016         | 10           |
| 2017         | 8            |

## 車站周邊
- 鬼澤漁港
- 岩手縣道9號大船渡綾里三陸線（日语：岩手県道9号大船渡綾里三陸線）

## 相鄰車站
三陸鐵道
■谷灣線
戀濱－甫嶺－三陸

## 注腳
1. 1 2  . 交通新聞 (交通新聞社). 1993-03-23: 8 （日语）.
2. ↑  . 交通新聞 (交通新聞社). 1994-02-24: 3 （日语）.
3. ↑   (PDF). 広報大船渡 (大船渡市). 2013年3月5日, (3月5日号): 10  [2021年1月21日]. （原始内容 (pdf)存档于2017年5月26日） （日语）.
4. ↑  . 毎日新聞 (毎日新聞社). 2019-03-23  [2019-03-24]. （原始内容存档于2019-03-23） （日语）.

## 外部連結
- 車站·周邊資訊【甫嶺站】 （页面存档备份，存于）（日語）：三陸鐵道